# Incendio forestal de Molezuelas
El incendio forestal de Molezuelas de la Carballeda, declarado el domingo 10 de agosto de 2025 en la provincia de Zamora, ha evolucionado hasta convertirse en el más devastador de la historia reciente de España. Tras cruzar a la provincia de León, el fuego ha arrasado más de 37.000 hectáreas, afectando principalmente a cultivos de cereal y rastrojos. La magnitud del desastre ha sido confirmada por imágenes satelitales del sistema Copernicus.

## Origen y propagación
El incendio comenzó en Molezuelas de la Carballeda, en la comarca de La Carballeda (Zamora), y rápidamente se extendió hacia la comarca de Benavente y Los Valles. El incendio se siguió propagando hacia el noreste cruzando la frontera provincial hacia las comarcas de  La Valdería y  La Bañeza, ya en la provincia de León. Las condiciones meteorológicas adversas, como vientos erráticos y tormentas secas, han dificultado las labores de extinción y favorecido la propagación del fuego .

## Víctimas mortales y heridos
Ante la sensación generalizada de falta de medios públicos que garantizaran la seguridad de las poblaciones, fueron muchos los vecinos que, con sus propios medios, se lanzaron al campo a reaizar tareas de extinción o prevención del fuego. El incendio ha cobrado la vida de dos personas: Abel Ramos, un joven de 35 años, y Jaime Aparicio, de 37, ambos voluntarios que realizaban labores de desbroce en Nogarejas (León) cuando fueron alcanzados por las llamas . Además, se han registrado varios heridos graves, algunos de ellos hospitalizados en unidades de quemados.

## Evacuaciones y daños materiales
Hasta el momento, más de 8.000 personas han sido evacuadas de 34 localidades leonesas y zamoranas, incluyendo Cubo de Benavente, Uña de Quintana, Congosta, Alcubilla de Nogales, Villageriz y San Pedro de la Viña. El fuego ha destruido viviendas, vehículos y naves agrícolas, especialmente en las zonas de Nogarejas y Castrocalbón.

## Respuesta y situación actual
El incendio ha sido declarado en nivel 2 de emergencia, movilizando a más de 1.000 efectivos terrestres y medios aéreos. Aunque en las últimas horas se ha logrado estabilizar el perímetro y algunas localidades han comenzado a ser reocupadas, el riesgo persiste debido a las condiciones meteorológicas cambiantes.

## Récord histórico
Con más de 37.000 hectáreas quemadas, el incendio de Molezuelas de la Carballeda se ha convertido en el más extenso registrado en España desde que existen estadísticas oficiales, superando al de Tábara de 2022.